# Međeđe
Međeđe (cyr. Међеђе) – wieś w Czarnogórze, w gminie Nikšić. W 2003 roku liczyła 13 mieszkańców.